# Dogana

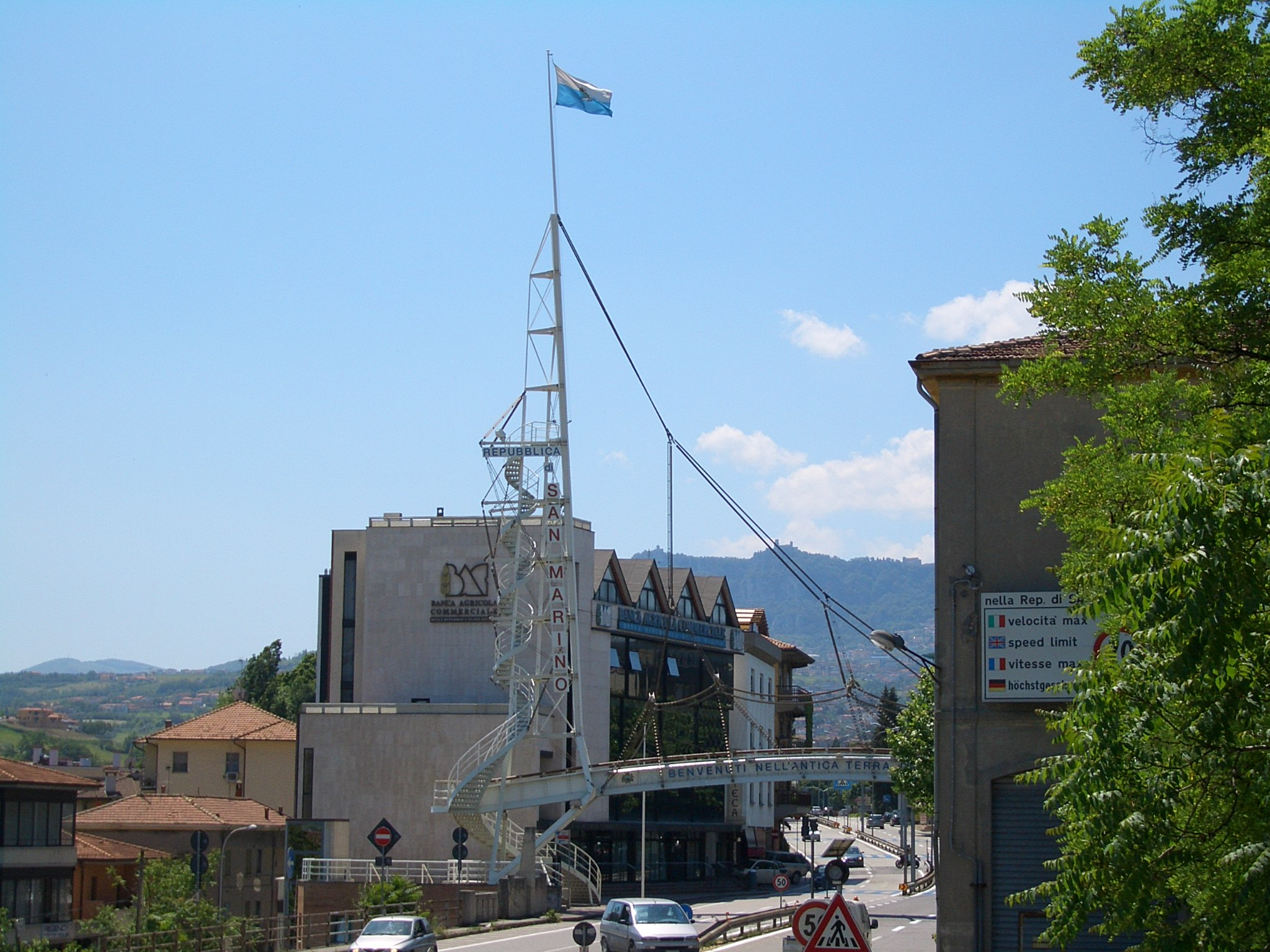
Gränsen mellan San Marino och Italien i Dogana.

Dogana är en stad i San Marinos nordöstra hörn, i kommunen Serravalle. Staden har 7 000 invånare och är San Marinos största ort. På grund av sin storlek har den begärt att skiljas ifrån Serravalle och bilda sin egen kommun. Dogana har redan ett postnummer som skiljer sig från övriga kommunen.
Dogana ligger längs med väg 72 från Rimini, som är huvudvägen in i San Marino från Italien. Namnet betyder ’tullhus’, men gränsen bevakas inte.